# Ordnance Island
Ordnance Island (engelska: Ordinance Island) är en ö i Bermuda (Storbritannien).   Den ligger i parishen St. George's, i den nordöstra delen av landet, 14 km nordost om huvudstaden Hamilton.